# Device (album)
Device è l'unico album in studio del gruppo musicale statunitense omonimo, pubblicato il 9 aprile 2013 dalla Warner Bros. Records.

## Antefatti
Dopo che i Disturbed entrarono in pausa verso la fine del 2011, il frontman David Draiman annunciò la creazione di un progetto parallelo denominato Device, rivelando che al progetto avrebbe collaborato l'ex-chitarrista dei Filter Geno Lenardo; l'intenzione del cantante era quella di creare un progetto che utilizzasse sonorità più elettroniche ma in un modo simile all'industrial metal, dal sound simile a quello dei Nine Inch Nails e dei Ministry. Riguardo alla formazione del gruppo, Draiman disse:
Il duo entrò in studio agli inizi di giugno 2012, e dal 6 giugno erano già state completate le parti vocali delle versioni demo di cinque brani: You Think You Know, Recover, Hunted, Vilify e War of Lies. Nel gennaio 2013 Draiman rivelò la data di pubblicazione dell'omonimo album del gruppo, fissata per il 9 aprile, e il singolo di lancio, intitolato Vilify e pubblicato nel mese di febbraio. Il cantante confermò inoltre la partecipazione di diversi artisti, tra cui Geezer Butler (Black Sabbath), Glenn Hughes (Deep Purple, Black Sabbath, Black Country Communion), M. Shadows (Avenged Sevenfold), Serj Tankian (System of a Down), Tom Morello (Rage Against the Machine) e Lzzy Hale (Halestorm), la quale ha collaborato con il gruppo alla reinterpretazione del brano di Lita Ford Close My Eyes Forever.

## Promozione
L'album è stato anticipato da Vilify, pubblicato digitalmente il 15 febbraio 2013. Il videoclip invece è stato pubblicato il 27 febbraio, e mostra scene del gruppo che esegue il brano in un ambiente prevalentemente scuro con lampi di luce bianca accecante con altre in cui si vede una creatura androide che sembra stia per nascere. Il relativo dietro le quinte è stato invece pubblicato il 18 febbraio. Il 25 marzo venne resa disponibile per l'ascolto la traccia d'apertura You Think You Know e due giorni dopo anche il brano Penance fu resa disponibile per l'ascolto in esclusiva sul sito della rivista statunitense Billboard. Il 29 marzo la reinterpretazione della canzone di Lita Ford Close My Eyes Forever fece il suo debutto sul sito di Bloody Disgusting.
La formazione per i tour è composta dal batterista degli Evanescence Will Hunt, dal chitarrista dei Dope Virus e da Draiman alla voce, ma senza la partecipazione di Lenardo. Il primo concerto del gruppo si è tenuto il giorno dopo la pubblicazione dell'album, il 10 aprile al Soul Kitchen Music Hall di Mobile (Alabama).

## Accoglienza
| Recensione        | Giudizio |
| ----------------- | -------- |
| AllMusic          |          |
| Artistdirect      |          |
| Bloody Disgusting |          |
| Loudwire          |          |

Le recensioni dell'album sono state varie: Jonathan Barkan di Bloody Disgusting ha descritto l'album come «niente di più che un album dei Disturbed», criticandolo inoltre per essere «del tutto dimenticabile e, purtroppo, incredibilmente generico». Del parere opposto invece Artistdirect, la quale ha fatto una lusinghiera recensione dell'album, definendolo come «uno dei migliori dischi dell'anno» e descrivendo il sound come «rinfrescante e rigenerante».

## Tracce
Testi e musiche di Device, eccetto dove indicato.
1. You Think You Know – 3:39
2. Penance – 3:28
3. Vilify – 3:39
4. Close My Eyes Forever (feat. Lzzy Hale) – 4:36 (Lita Ford, Ozzy Osbourne) – originariamente interpretata da Lita Ford
5. Out of Line (feat. Serj Tankian and Terry "Geezer" Butler) – 3:40
6. Hunted – 3:53
7. Opinion (feat. Tom Morello) – 3:52
8. War of Lies – 4:05
9. Haze (feat. M. Shadows) – 4:24
10. Through It All (feat. Glenn Hughes) – 5:04

Tracce bonus nelle edizioni deluxe di iTunes e Best Buy
1. Wish – 3:47 (Trent Reznor) – originariamente interpretata dai Nine Inch Nails
2. A Part of Me – 3:28
3. Recover – 4:14 – presente soltanto nell'edizione Best Buy

## Formazione
Gruppo
- David Draiman – voce, produzione
- Geno Lenardo – chitarra, produzione

Altri musicisti
- Lzzy Hale – voce aggiuntiva (traccia 4)
- Serj Tankian – voce aggiuntiva (traccia 5)
- Geezer Butler – basso (traccia 5)
- Tom Morello – chitarra aggiuntiva (traccia 7)
- M. Shadows – voce aggiuntiva (traccia 9)
- Glenn Hughes – voce aggiuntiva (traccia 10)

Produzione
- Jeremy Parker – ingegneria del suono
- Ben Grosse – missaggio
- Paul Pavro – assistenza missaggio e modifiche aggiuntive
- Ted Jensen – mastering
- P.R. Brown – fotografia

## Classifiche
| Classifica (2013) | Posizione massima |
| ----------------- | ----------------- |
| Australia         | 26                |
| Austria           | 57                |
| Belgio (Fiandre)  | 171               |
| Belgio (Vallonia) | 153               |
| Germania          | 54                |
| Nuova Zelanda     | 4                 |
| Regno Unito       | 64                |
| Stati Uniti       | 11                |